# Ковальов Ігор Олександрович
Ігор Олександрович Ковальов (19 травня 1941, Харків — 1 листопада 2021, Суми) — український вчений, фахівець у галузі гідравліки, викладач, кандидат технічних наук (1970), ректор Сумського державного університету (1972-2004), професор (1992), Заслужений працівник освіти України (2001), Заслужений професор СумДУ (2005), академік Міжнародної інженерної академії, Інженерної Академії України, Почесний ректор СумДУ (2016), завідувач кафедри прикладної гідроаеромеханіки СумДУ.

## Біографія
Народився в сім’ї службовців. Батько був інженером, працював на Харківському заводі імені Малишева у відомого конструктора М. І. Кошкіна і мав пряму причетність до легендарного танка Т-34.
1958 р. – закінчив Куп’янську середню школу № 2 Харківської області.
1958-1963 рр. – навчався на автотракторному факультеті Харківського політехнічного інституту ім. В. І. Леніна та закінчив його з відзнакою. Науковим керівником дипломної роботи був генеральний конструктор СРСР по середньому танку Олександр Морозов.
1963-1965 рр. – інженер-конструктор, керівник групи відділу головного конструктора Сумського насосного заводу, секретар комсомольської організації управління заводу.
1965 – 1969 рр. – навчався в аспірантурі Харківського політехнічного інституту (ХПІ). Після закінчення аспірантури був направлений на викладацьку роботу до Сумського філіалу Харківського політехнічного інституту (СФ ХПІ).
1970 р. – захист кандидатської роботи зі спеціальності «Гідравлічні машини і засоби автоматики» на тему: «Исследование путей повышения экономичности ступени центробежного насоса низкой удельной быстроходности – ns=40». Отримав науковий ступінь – кандидат технічних наук.
1970 р. – асистент кафедри гідравлічних машин СФ ХПІ.
1971 р. – старший викладач, доцент кафедри гідравлічних машин СФ ХПІ.
1972 р. – декан загальнотехнічного факультету СФ ХПІ.
З 1972 р. (15 березня) по 1990 р. – обіймав посаду директора СФ ХПІ.
Одночасно, з 1979 р. по 1991 р., очолював кафедру «Гідравлічні машини» (нині – кафедра прикладної гідроаеромеханіки).
1990 – 1993 рр. – ректор фізико-технологічного інституту (СФТІ).
1992 р. – присвоєно вчене звання професор.
1993 – 2004 рр. – ректор Сумського державного університету (СумДУ).
На чолі з І. О. Ковальовим (а це понад 30 років) навчальний заклад пройшов шлях від філії ХПІ, фізико-технологічного інституту до створення потужного закладу вищої освіти Сумщини – Сумський державний університет.
За час керівництва І. О. Ковальова склалася сучасна  структура університету як навчального і наукового комплексу, значно збільшився перелік найрізноманітніших спеціальностей, був досягнутий високий рівень навчальної  і наукової роботи, зріс потужний професорсько-викладацький склад, були побудовані навчальні корпуси, бібліотека, гуртожитки, спортивні споруди, їдальня. До речі, це вперше в історії був створений університет класичного типу IV рівня акредитації на базі технічного, а не гуманітарного навчального закладу.
З 2004 р. – професор кафедри прикладної гідроаеромеханіки.
У 2013 -2021 р. – завідувач кафедри прикладної гідроаеромеханіки.

## Наукова діяльність
Професор І. О. Ковальов здійснював активну викладацьку та наукову роботу, був одним із провідних науковців кафедри "Прикладна гідроаеромеханіка".
Під його керівництвом було захищено 6 дисертацій. Виконано комплекс робіт з розроблення нетрадиційного насосного обладнання для гідротранспорту; створені теорія, методи розрахунків та конструювання вільновихрових насосів, які сьогодні визнані у багатьох галузях і випускаються підприємствами України, Росії, Білорусії.
Входив до складу Вченої ради та наукової ради СумДУ.
Сфера наукових інтересів – гідроаеромеханіка, насособудування, теорія гідравлічних машин.
Scopus Author ID
Google Scholar ID [Архівовано 18 Травня 2021 у Wayback Machine.]

## Організаційна діяльність
Упродовж багатьох років очолював редакційні колегії наукових журналів «Вісник Сумського державного університету»(1994-2004), «Сумська старовина» та видання «Енциклопедія Сумщини»(1998-2004).
Очолював Сумське відділення Інженерної академії України, був головою ради ректорів Сумської області.
Під його безпосереднім керівництвом здійснено низку заходів щодо інтеграції цивільної та військової науки.
29 жовтня 1991 року побачив світ перший випуск університетської газети «Резонанс», яка функціонує і досі. Ідея такої резонансної назви належить саме І. О. Ковальову.

## Педагогічна діяльність
Студенти знають Ігоря Олександровича як талановитого викладача та цікаву людину. Співробітники, науковці та викладачі поважають його за принциповість, високий професійний рівень та чуйне ставлення до людей.
Все своє життя присвятив улюбленій справі – інженерії. Його начитаність, ерудованість, обізнаність у різних галузях людських знань вражали студентів і колег.
І. О. Ковальов викладав такі дисципліни: «Гідравліка», «Механіка рідин і газу», «Спецрозділи МРГ», «Вихрові течії», «Експериментальна гідромеханіка», «Нетрадиційні та поновлювальні джерела енергії».

## Спорт та громадська діяльність
Мав перші розряди з боксу, класичної боротьби, стрибків у висоту, а з метання диску – звання майстра спорту.
Був депутатом Сумських обласної і міської рад.

## Вислови про Ігоря Олександровича Ковальова
|                                                                 | Я говорив, що в університеті буде ще багато ректорів, бо його існування нескінченне, але певен, що навряд чи буде ще ректор, який упродовж третини століття його очолюватиме. Він понад 30 років очолював наш навчальний заклад. |
| — Анатолій Васильєв, заслужений професор, Почесний ректор СумДУ | |

|                                                            | «Відкривала» для себе Ігоря Олександровича як неординарну особистість. Дивувалась і захоплювалась його дипломатичними здібностями, умінням переконувати в можливості неможливого, відстоювати свою точку зору, здатністю знаходити спільну мову з різними людьми. |
| — Олена Ткаченко, доктор філологічних наук, професор СумДУ | |

|                                                                   | Коммуникабельность, организаторские способности и другие, редко встречающиеся черты характера, помогали ему находить выход из самых тупиковых ситуаций. Работать с ним всегда было приятно, он всегда старался достичь взаимопонимания. |
| — Вільям Залога, доктор технічних наук, заслужений професор СумДУ | |

|                                                                              | На широкий кругозір, могутній інтелект, стратегічне мислення Ігоря Олександровича звертали увагу всі, хто мав із ним справу і в роки його ректорства, коли формувався колектив та зводилися корпуси будівель, який тепер називаємо базовим комплексом СумДУ. |
| — Галина Литвиненко, доцент, заслужений науково-педагогічний працівник СумДУ | |

|                                                              | Не считаясь с личным временем, передает свой многолетний опыт студентам, рассказывая об их будущей профессии, важности науки, инженерного образования и, конечно, об истории СумГУ, служению которому он посвятил свою жизнь. |
| — Олександр Тєлєтов, доктор економічних наук, професор СумДУ | |

## Нагороди. Відзнаки
- Орден "Знак пошани" за багаторічну плідну працю[10]
- Срібна медаль "Незалежність України" ІІ ступеня[17]
- Знак "Почесний винахідник СРСР"[4]
- Знак "Відмінник освіти"[4]
- 4 медалі ВДНГ СРСР і ВДНГ України[1]
- Заслужений працівник освіти України (2001)[18]
- Нагорода митрополита Київського і всієї України – знак ордена «За патріотизм» (2004)[17]
- Заслужений професор СумДУ (2005)[19]
- Звання "Почесний ректор СумДУ" (2016)[20]
- Медаль «За працю і звитягу» (2019)[21]

## Вибрані публікації
Автор понад 200 наукових праць, має 23 авторські свідоцтва на винаходи.
- Ковалев И. А. Свободновихревые насосы: учеб. пос. / И. А. Ковалев, В. Ф. Герман. — К: УМК ВО, 1990. — 60 с. — ISBN 5-7763-0059-2
- Герман В. Ф. Свободновихревые насосы: учеб. пос. / В. Ф. Герман, И. А. Ковалев, А. И. Котенко; Под общ. ред. А.Г. Гусака. — 2-е изд., доп. и перераб. — Сумы: СумГУ, 2013. — 159 с.
- Ковальов І. О. Гідравліка, гідро- та пневмоприводи: навч. посіб. / І. О. Ковальов, О. В. Ратушний. — Суми: СумДУ, 2016. — 250 с. — ISBN 978-966-657-661-6
- Ковальов, І. О. Нетрадиційні та поновлювальні джерела енергії України: навч. посіб. / І. О. Ковальов, О. В. Ратушний. — Суми: СумДУ, 2016. — 201 с. — ISBN 978-966-657-660-9